# 汤米·阿尔贝林
汤米·阿尔贝林（瑞典語：Tommy Albelin，1964年5月21日—），瑞典男子冰球运动员，场上位置是后卫。他曾代表瑞典国家队参加1998年冬季奥林匹克运动会冰球比赛，获得第5名。